# Земеровкоподобни
Земеровкоподобните (Soricomorpha) са разред дребни животни от клас Бозайници (Mammalia).
Включва три съвременни семейства с около 430 вида. Размерите им варират от дължина 35 mm и маса 2 g при етруската земеровка (Suncus etruscus), най-дребният съвременен бозайник, до дължина 32 cm и маса 1 kg при Solenodon cubanus.

## Семейства
Разред SoricomorphaЗемеровкоподобни
- Семейство †Nesophontidae
- Семейство Soricidae: Земеровкови
- Семейство Solenodontidae
- Семейство Talpidae: Къртицови